# 高橋咲良
高橋 咲良（たかはし さくら、1995年1月25日 - ）は、仙台放送のアナウンサー。

## 人物・来歴
1995年1月25日生まれ、山形県天童市出身。隣県である宮城県に父方の祖父母が住んでおり、父も宮城県出身であるため、幼少期から同県仙台市を度々訪れており、「第二のふるさと」と言っているほど仙台放送入社前から同県との関係が非常に深い。
白百合女子大学文学部仏文学科に入学。テレビ朝日アスクに所属し、2016年3月にAbemaTV「AbemaNews」に出演する学生キャスター9人によるユニット "Campus Abema" のメンバーの1人となった。
同校卒業後の2017年4月、仙台放送に入社。同期は下山由城（秋田朝日放送からの移籍）。

## 担当番組

### 現在
- 仙台放送 Live News イット!（月〜水曜キャスター）
- 仙台放送NEWS

### 過去
- 『AbemaNews』（AbemaTV、2016年）
- 『みのもんたのよるバズ!』（AbemaTV、2016年）[5]
- FNN仙台放送みんなのニュース